# Cal Ferro (Guissona)
Cal Ferro és una obra de Guissona (Segarra) inclosa a l'Inventari del Patrimoni Arquitectònic de Catalunya.

## Descripció
Edifici de pedra que consta de tres plantes i un terrat. A la planta baixa una porta dovellada amb arc rebaixat emmarcada per carreus molt ben escairats, i dues finestres senzilles de petites dimensions. En el primer pis, damunt la porta d'accés, una finestra rectangular amb una petita decoració amb maons que insinua un arc rebaixat, i una porta balconera rectangular amb un balcó de forja. El segon pis és una repetició del primer, exceptuant la mida reduïda del balcó i dues llindes llises de pedra que decoren les dues obertures de la façana. Coronant l'edifici una balustrada d'obra dividida en tres trams per mitjà de pilastres de pedra.